# Суди присяжних у США
Суди присяжних у США розрізняють по трьом видам судів присяжних: велике журі (у кримінальних справах), мале журі (у кримінальних справах) та суди присяжних у цивільних справах. У Конституції США вони згадуються зокрема у статті III, поправках V, VI та VII. Конституція Американського Самоа не передбачає існування судів присяжних.

## Історія
Декларація незалежності США звинувачує Георга III у «позбавленні нас у багатьох випадках переваг суду присяжних».
Стаття III Конституції США встановлює, що всі судові процеси повинні проводитися за участю присяжних. Це право було розширене поправкою VI до Конституції США, за якою “При будь-якому кримінальному переслідуванні обвинувачений має право на негайний і публічний суд неупереджених присяжних того штату та округу, раніше встановленого законом, де було скоєно злочин” та поправкою VII, яка передбачає застосування суду присяжних у цивільних справах.
Верховний суд США підкреслив важливість права на суд присяжних у своїй постанові 1968 року по справі Дункан проти штату Луїзіана. В постанові Суд зазначив:
«Ті хто написав нашу Конституцію знали з історії та досвіду, що необхідний захист проти необґрунтованих звинувачень з метою ліквідації ворогів та проти суддів, які легко піддаються впливу вищої влади. Автори нашої конституції прагнули створити незалежних суддів, однак наполягли у наданні додаткових гарантій від свавілля влади. Надаючи підсудному право бути судимим судом рівних, укладачі Конституції наділяють його безцінною гарантією проти корумпованого і занадто завзятого прокурора, а також проти залежного, упередженого або ексцентричного судді» .

## Право на федеральний суд присяжних

### Суди присяжних у кримінальних справах

#### Велике журі
Велике журі вирішує, чи достатньо доказів (чи існує "достатня підстава"), що особа скоїла злочин щоб посадити її на лаву підсудних. Якщо велике журі вирішує, що доказів достатньо, особі буде пред'явлено звинувачення. Велике журі має у своєму складі 16-23 членів, і його судочинство не є відкритим для громадськості. 

#### Мале журі
Мале журі, також відоме як суд присяжних, що розглядають справу по суті, є типовим видом суду присяжних, що застосовується у кримінальних справах у США. Мале журі відповідальне за вирішення питання про винуватість або невинуватість обвинуваченого у порушенні закону у конкретних справах. Журі складається з 6-12 членів і їхні наради є таємними. Рішення малого журі, ще відоме як вердикт, визначає, чи є особа винною, чи ні

##### Обсяг конституційного права
На сьогоднішній день в США кожна особа, яка обвинувачена у скоєнні злочину і карається позбавленням волі більше ніж на 6 місяців має конституційне право на розгляд справи за участю присяжних, які створюються у федеральних судах відповідно до поправки VI, поправки VII та статті III Конституції США,  в якій зазначається: «Справи про всі злочини...підлягають розгляду судом присяжних; такий розгляд має відбуватися в тому штаті, де злочини були вчинені”. Конституції більшості штатів також надають право на суд присяжних у менш тяжких кримінальних справах, хоча більшість з них не передбачають це право щодо злочинів, що передбачають покарання у вигляді лише штрафу. Верховний суд постановив, що, якщо передбачається позбавлення волі на шість місяців або менше, суд присяжних не є обов’язковим, це означає, що штат може обрати, чи буде дозволено застосування суду присяжних у таких випадках.
Зокрема, Верховний суд постановив, що жоден злочин не може вважатися «дрібним», де передбачається  позбавлення волі на строк понад шість місяців. Суддя Блек і суддя Дуглас зійшлися в думці, заявивши, що вони мали б вимагати суду присяжних у всіх кримінальних справах, в яких санкція носить ознаки кримінального покарання. Голова Верховного суду Баргер, суддя Гарлан та суддя Стюарт виступають проти встановлення цього обмеження в шість місяців для штатів, воліючи дати їм більшу свободу дій. Жоден суд присяжних не є потрібним, коли суддя призупинив виконання вироку і позбавив волі обвинуваченого із застосуванням випробувального строку на три роки. Існує презумпція, що злочини, які передбачають термін позбавлення волі до 6 місяців визначаються як “дрібні”, хоча цілком можливо, що такий злочин може каратися як тяжкий, якщо легіслатура застосує обтяжливі покарання, що не пов'язані з позбавленням волі. Суд присяжних не вимагається, коли максимальне покарання становить шість місяців у в'язниці, штраф, що не перевищує $ 1000, або застосування 90-денного призупинення дії ліцензії водія та відвідування курсів для алкогольнозалежних. Верховний Суд прийшов до висновку, що недоліки такого рішення, "хоча й можуть бути обтяжливими, можуть бути переважені перевагами внаслідок швидкого і недорогого судового розгляду без суду присяжних». Такі інтерпретації піддані критиці на підставі того, що слово «усі» творець конституції не вживає необмірковано.
У справі про порушення правил дорожнього руху, що карається виключно штрафом (включаючи штраф за порушення правил паркування), а також про місдимінори (менш тяжкі правопорушення), що передбачають тюремне ув'язнення строком шість місяців або менше, наявність суду присяжних варіюється від штату до штату, але як правило, передбачається суд без участі присяжних. Два винятки – штати Вермонт і Вірджинія, які забезпечують обвинуваченому право на суд присяжних у всіх випадках, а це значить, якщо хтось готовий заплатити відповідну суму в разі програшу, може отримати розгляд справи за участю присяжних, навіть щодо порушення паркування в цих штатах.
У штаті Вірджинія, особа, що розраховує на суд присяжних за незначні правопорушення або порушення правил дорожнього руху має насправді  право на два судові розгляди, якщо вона хоче суд присяжних з цього питання, то спочатку проходить розгляд справи без участі присяжних в окружному суді, а потім, якщо особа програла при слуханні справи по суті, то цього разу вже може бути застосований суд за участю присяжних.
Багато систем судів у справах неповнолітніх не визнають право на суд присяжних, на тій підставі, що провадження у справі неповнолітнього є скоріше цивільним, а не кримінальним, і що суд присяжних може викликати процес, що стане змагальним.

##### Винесення вироку
У справах Апренді проти Нью-Джерсі та Блейклі проти Вашингтона, Верховний суд Сполучених Штатів постановив, що обвинувачений має право на суд присяжних не тільки з питання про винність або невинність, але й стосовно будь-якого факту, що збільшує міру покарання обвинуваченого і виходить за межі максимально допустимого в законах або керівних принципах винесення вироків. Цю процедуру було визнано незаконною в багатьох штатах, а також у федеральних судах, що дозволило збільшення суворості вироку на основі “переваг доказів”, коли збільшення міри покарання могло ґрунтуватися на висновках одного судді. Залежно від штату присяжними має бути прийняте одноголосне рішення про винуватість або невинуватість. У разі якщо присяжні не дійшли згоди, звинувачення проти обвинуваченого не відкидаються, а можуть бути поновлені, якщо штат прийме таке рішення. У федеральній системі судів вимагається одноголосний вердикт.

##### Відмова від права
Переважна більшість кримінальних справ США не закінчуються вердиктом присяжних, а частіше  укладається угода про визнання провини. І прокурори, і підсудні часто зацікавлені  у вирішенні кримінальної справи шляхом переговорів щодо угоди про визнання провини. Якщо обвинувачений відмовляється від суду присяжних, то проводиться відповідно суд без участі присяжних (bench trial). Дослідження показують, що не існує суттєвої різниці між покараннями, накладеними судом присяжних та судом без присяжних.
У федеральних судах США немає абсолютного права відмовитися від суду присяжних. За федеральним кримінально-процесуальним законодавством, тільки якщо сторона обвинувачення та суд погодяться, обвинувачений може відмовитися від суду присяжних. Тим не менш, в більшості штатів обвинуваченому надано абсолютне право відмовитися від суду присяжних. Право на суд присяжних є виключно правом обвинуваченого у кримінальній справі. У справі Паттон проти США, один з присяжних засідателів не був здатний продовжити розгляд справи,  і адвокат обвинуваченого, і уряд погодилися продовжити розгляд у складі 11 присяжних засідателів. Верховний суд США постановив, що це було прийнятним, оскільки сторона обвинувачення, суд,а також сам обвинувачений погодилися на цю процедуру.	

### Суд присяжних у цивільних справах

#### Поправка VII
Головна стаття: Сьома поправка до Конституції США
Право на суд присяжних в цивільній справі встановлено 7-ю Поправкою, яка говорить: "В усіх позовних провадженнях, заснованих на загальному праві, де оспорювана сума позову перевищує двадцять доларів, зберігається право на суд присяжних; жоден факт, розглянутий присяжними, не може бути переглянутий будь-яким судом Сполучених Штатів інакше, ніж відповідно до норм загального права”. Хоча суд присяжних у цивільних справах  (на відміну від суду присяжних у кримінальних справах) не застосовується в більшості країнах світу, в тому числі і в Англії, він залишається в пошані у Сполучених Штатах.
7-а Поправка не створює право на суд присяжних; скоріше, вона "зберігає" це право, яке існувало з 1791 відповідно до норм загального права. У цьому контексті загальне право означає правове середовище США, успадковане від Англії в той час. В Англії у 1791 році, цивільні позови були розділені на позови за загальним правом та позови за правом справедливості. Позови за загальним правом розглядалися судом присяжних, а відповідно позови за правом справедливості – ні.
Рішення по справі Рейчел проти Хілл показало, що 7-а Поправка про право на суд присяжних може серйозно обмежити розвиток принципу res judicata. Деякі критики вважають, що Сполучені Штати мають більшу кількість судів присяжних, ніж це необхідно або бажано. 
Право на суд присяжних у цивільних справах визначається на основі вимог заяви, поданої позивачем, без урахування заперечень і зустрічних позовів, заявлених відповідачем.
Право на суд присяжних в цивільних справах не поширюється на штати, окрім випадків, коли суд штату застосовує це право на підставі норм федерального права, в яких таке право має основоположне значення.
Було зазначено, що у складних судових процесах нездатність присяжних вирішити справу може спричиняти колізію 7-ї поправки та прав, що випливають з принципу due process і дає судді право розпустити суд присяжних.
Право на суд присяжних у справах про банкрутство вважають недостатньо чітким.
У справі Колгров проти Беттіна, Верховний суд постановив, що суд присяжних у цивільних справах, що складається з 6 присяжних не порушує 7 Поправку щодо права на суд присяжних в цивільній справі.

#### Федеральні правила цивільного судочинства
У 2-му правилі Федеральних правила цивільного судочинства сказано: "Існує одна форма позовів – цивільний позов", що усуває відмінності між позовами загального права та права справедливості. Сьогодні, в позовах за «загальним правом», що існують з 1791 року зберігається суд присяжних, а в позовах за «правом справедливості», що існують з 1791 року, – ні.
Проте, 39 правило Федеральних правил цивільного судочинства дозволяє суду використовувати один з двох на свій розсуд. Для того, щоб визначити, чи був цей позов за загальним правом чи правом справедливості у 1971 році, спочатку потрібно було визначити вид позову. Далі – проаналізувати засіб захисту права, який вимагається заявником. Суто грошове відшкодування є чисто засобом юридичного захисту за загальним правом, і, таким чином передбачає право на суд присяжних. Негрошові засоби захисту, такі, як заборони, анулювання та виконання в натурі, були способами правового захисту, що передбачалися правом справедливості, і, таким чином, належать до повноважень судді, а не присяжних. У справі Beacon Theaters v. Westover, Верховний суд США розглянув право на суд присяжних, вважаючи, що, коли пред’явлені обидва позови (і позов за правом справедливості, і за загальним правом), то право на суд присяжних як і раніше існує для позову за загальним правилом, який буде розглянутий журі перед тим, як суддя винесе рішення щодо позову за право справедливості.
Відповідно до англійської традиції, суди присяжних у США зазвичай мають у своєму складі  12 присяжних засідателів, і вердикт присяжних, як правило, повинен бути одноголосним. Тим не менш, у багатьох штатах кількість присяжних засідателів часто зменшена (наприклад, п'ять або шість) законодавством або за згодою обох сторін. Деякі юрисдикції також допускають те, що вердикт журі виноситься, незважаючи на незгоду одного, двох або трьох присяжних засідателів. Відповідно до п. 48 Федеральних правил цивільного судочинства, склад федерального суду присяжних має містити не менше 6 членів і не більше 12 і  вердикт повинен бути одноголосним, якщо сторонами не передбачено інше.

#### Відмова від права
Альтернативне вирішення спорів стає все більш поширеним явищем. Деякі сторони використовують обов’язкові арбітражні угоди щоб запобігти застосуванню 7-ї Поправки, яка передбачає право на суд присяжних. Арбітражні угоди стають все більш звичним явищем на ринку – аж до тієї міри, що споживачам стає складно придбати продукт без відмови від своїх прав на захист через процедури, що передбачають участь присяжних.

## Відбір присяжних
Присяжні в деяких штатах обираються шляхом реєстрації виборців або через списки осіб, що одержали права водія. До потенційних присяжних засідателів направляється форма для їх попередньої оцінки, де необхідно відповісти на питання про громадянство, інвалідність, здатність розуміти англійську мову, і чи є у них будь-які інші умови, що не дозволяють їм бути присяжним засідателем. Якщо вони вважаються кваліфікованими, то видається наказ про їх зарахування до списків. У федеральній системі присяжні обираються відповідно до Акту про відбір присяжних.

## Критика
Було запропоновано скасувати федеральну систему судів присяжних з розгляду цивільних справ для того, щоб очистити ту чергу справ, що накопичилися та досягнути більш ефективного здійснення правосуддя.  Дослідження показують, що в той час як цивільні судові процеси можуть протікати повільніше за участю журі, справи, які розглядаються суддями, перебувають довше в розгляді.
Пропозиції про скасування системи судів присяжних були піддані критиці на тій підставі, що необхідною є тільки реформа, а не повне скасування; і що не існує кращої альтернативної системи. Невігластво присяжних було описано як потенційна загроза правосуддю. Наприклад, одне дослідження показало, що 50% опитаних членів журі вважали, що підзахисний повинен самостійно довести свою невинність. Поширення використання адміністративних процедур і повноваження суду без судового розгляду притягувати до відповідальності за неповагу до суду наводяться як доказ того, що розгляд справи судом присяжних переживає період критичного переосмислення.
Деякі юридичні журнали вважають, що суди присяжних сприяють застосуванню суворих покарань у Сполучених Штатах.